# Немков, Стефан Михайлович
Стефан Михайлович Немков (17 (29) декабря 1882 — 22 августа (4 сентября) 1918 или 27 августа (9 сентября) 1918, окрестности села Деяново, Курмышский уезд, Симбирская губерния) — священник Русской православной церкви, в 2000 году включён в Собор новомучеников и исповедников Российских.

## Биография
Родился 17 декабря 1882 года в семье священника. В 16 лет поступил в Симбирскую духовную семинарию, которую окончил в 1904 году. В том же году 5 сентября по указу епископа Симбирского и Сызранского Гурия был назначен учителем закона божьего в церковно-приходской школе при Жадовской Богородице-Казанской пустыни (Карсунский уезд, Симбирская губерния).
В феврале 1905 года переведён на должность псаломщика в Никольскую церковь села Медяны Курмышского уезда. Третьего сентября 1906 года рукоположён в диакона Троицкого храма села Деяново.
Весной 1907 года настоятеля Деяновского храма переводят на новое место, а 6 мая 1907 года архиепископ Симбирский и Сызранский Иаков рукоположил отца Стефана в священника Деяновской Троицкой церкви.
В 1907 году был также назначен учителем закона божьего в Деяновской земской школе. В 1912 году награждён набедренником.
Согласно рапорту протоиерея Михаила Раждаева в Симбирский Епархиальный совет, священника Стефана Немкова 22 августа (4 сентября) 1918 расстреляли за антисоветскую агитацию при подавлении белогвардейского мятежа в Курмышском уезде (в других источниках утверждается, что расстрел произошёл 27 августа (9 сентября) 1918). Спустя несколько лет на месте расстрела был установлен крест.

## Семья
Вместе с супругой Анной Васильевной имел трёх дочерей: Нину, Марию и Александру.

## Канонизация
В 2000 году решением Архиерейского Собора РПЦ по представлению Нижегородской епархии был включён в Собор новомучеников и исповедников Российских.